# Міністерство м'ясної і молочної промисловості Української РСР
Міністерство м'ясної і молочної промисловості Української РСР — союзно-республіканське міністерство, входило до системи органів м'ясної і молочної промисловості СРСР і підлягало в своїй діяльності Раді Міністрів УРСР і Міністерству м'ясної і молочної промисловості СРСР.

## Історія
Створене з Народного комісаріату м'ясної і молочної промисловості УРСР у березні 1946 року у зв'язку з переформуванням наркоматів. Ліквідоване у 1953 році. З 27 травня 1954 по 1957 рік існувало під назвою Міністерство промисловості м'ясних і молочних продуктів УРСР. 31 травня 1957 року ліквідоване. Знову утворене 23 жовтня 1965 року. У листопаді 1985 року увійшло до складу Держагропрому (Державного агропромислового комітету) УРСР.

## Народні комісари м'ясної і молочної промисловості УРСР
- Старигін Павло Іванович (1939—1946)

## Міністри м'ясної і молочної промисловості УРСР
- Старигін Павло Іванович (1946—1949)
- Бутенко Григорій Прокопович (1949—1953)

## Міністри промисловості м'ясних і молочних продуктів УРСР
- Голота Яків Андріянович (1954—1956)
- Риженко Леонід Петрович (1956—1957)

## Міністри м'ясної і молочної промисловості УРСР
- Риженко Леонід Петрович (1965—1970)
- Сєнніков Анатолій Антонович (1970—1978)
- Соломаха Віталій Костянтинович (1978—1985)